# Горно-Поле
Горно-Поле (болг. Горно поле) — село в Болгарии. Находится в Хасковской области, входит в общину Маджарово. Население составляет 37 человек.

## Политическая ситуация
Горно-Поле подчиняется непосредственно общине и не имеет своего кмета.
Кмет (мэр) общины Маджарово — Милко Петков Армутлиев (Земледельческий народный союз (ЗНС)) по результатам выборов.